# César Oroz
César Oroz Martija (Pamplona, 1968) es un dibujante y humorista gráfico español.

## Actividad gráfica
Diplomado en Ciencias Empresariales en la Universidad Pública de Navarra.
Conocido por la tira humorística "Punto final", publicada en el Diario de Navarra desde 1991. En este mismo periódico también ha realizado otros trabajos de ilustración y viñetas como Piso de Estudiantes, Humor en Rojo, Aquel año de mierda, etc. 
Ha realizado carteles, como la Feria del Toro de San Fermín (2006); pancartas de Peñas sanfermineras, dibujos publicitarios y diversas exposiciones de humor gráficoː  "¿Por qué lo llaman anexión cuando quieren decir conquista? 1512/2012", la colectiva titulada "Tirabirak/Tiras que aflojan" sobre las viñetas y el conflicto vasco (1977-2016), entre otras.
Ha colaborado con otros medios de comunicaciónː El Jueves (2005-2011), el dominical de ABC (2006-2010), la revista Sibaritas (2005-2010), la revista Actualidad Jurídica Aranzadi (2013-2016) y la revista satírica OrgulloySatisfacción.com (2014-2017).
Está casado con Mónica Ruiz de la Cuesta y tiene tres hijos: Iñigo, Hugo y María.

## Premios y distinciones
- Premio "Más capas que una cebolla", otorgado por la Asociación de la Prensa de Pamplona.
- Premio "Navarra de Radio"
- Premio Mingote de Humor Gráfico (2004) concedido por el diario ABC por una tira publicada ese año en Diario de Navarra, titulada "Un año de talante de Zapatero".[2]
- Premio Gallico de Oro (2006) otorgado por la sociedad Napardi.
- Cruz de Carlos III El Noble de Navarra (2022) del Gobierno de Navarra.[5]
- Premio Notario del Humor (2024) otorgado por la Universidad de Alicante.[6]

Es miembro honorífico de:
- la Cofradía del Pimiento del Piquillo de Lodosa.
- la Cofradía del Vino de Navarra.

## Publicaciones
Ha publicado una quincena de libros de actualidad, entre otros:  
- "¿Por qué lo llaman anexión cuando quieren decir conquista? 1512-2012 " (2012)
- "Todo San Fermín. 20 años de fiesta y humor" (2013)
- "Osasuna nunca se rinde!" (2015)
- "Aquel año de mierdaǃǃ" (2020)

Sus viñetas también está disponible en formato digital en su propia página web.